# Burgruine Densberg

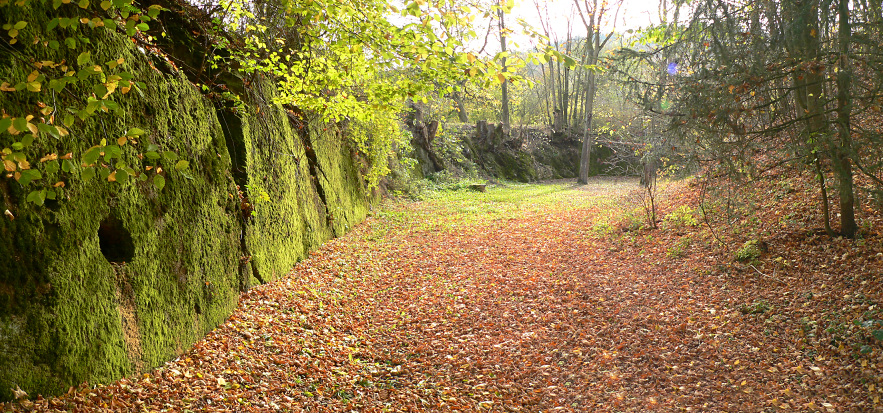
Aus dem anstehenden Stein gehauener Burggraben, rechts der Burghügel

Die Burgruine Densberg befindet sich am südwestlichen Ortsrand von Densberg, einem heutigen Ortsteil der Gemeinde Jesberg im Schwalm-Eder-Kreis in Nordhessen. Von der auf einem nach Westen vorspringenden Bergsporn nahe der Dorfkirche errichteten kleinen Burganlage sind heute nur noch wenige Mauerreste erhalten. Vom östlich gelegenen Vorburggelände ist die Burgstelle durch einen mächtigen Halsgraben abgetrennt.  Im ehemaligen Burggraben befindet sich eine heute ungenutzte Freilichtbühne, auf der jährlich im Sommer Theateraufführungen stattfanden.

## Geschichte

### Kurmainzischer Besitz
Der Ort Densberg (Denisburc) ist erstmals 1085 in einer Urkunde des Mainzer Erzbischofs Wezilo als mainzischer Besitz erwähnt. Die Burg, bei der es sich wohl nur um eine kleine Anlage mit einem Turm und einem Wohngebäude handelte, wurde um 1190 erstmals als Sitz mainzischer and ziegenhainischer Burgmannen („castellani“) erwähnt, und um 1230–1240 ist ein villicus (Verwalter) Ortmarus von Densberg genannt. 
Wegen ihrer strategisch wichtigen Lage kam es im 13. und 14. Jahrhundert wiederholt zu kriegerischen Auseinandersetzungen zwischen dem Erzstift Mainz und den Landgrafen von Hessen um ihren Besitz, wie auch um den der benachbarten Burgen Jesberg und Schönstein. Schon 1232 wurde die Burg durch Landgraf Konrad von Thüringen während seines Verwüstungsfeldzuges gegen Mainzer Besitzungen in Niederhessen erstmals zerstört. Danach wurden die Sicherung der Straßen und der Schutz des Mainzer Besitzes Aufgabe der Burg in Jesberg.
Erst 1346 wurde Densberg wieder erwähnt, als Erzbischof Gerlach die mainzische Burg Jesberg samt Zubehör (außer den Orten Densberg und Rommershausen) aus der Pfandschaft des Ritters Johann von Falkenberg gen. Gruszing (od. Grüßing), aus dem Densberger Zweig der Familie von Falkenberg, löste. Densberg blieb Pfand des Falkenbergers. Bald darauf, wohl 1349, erhielt Johann Gruszing vom Mainzer Stiftsverweser Kuno von Falkenstein (mit Zustimmung des Erzbischofs) die Erlaubnis, in Densberg eine neue Burg zu erbauen und dort als Burgmann zu amtieren. Bereits 1350 wurde die Burg wegen eines Grenzstreits von hessischen Truppen wieder zerstört, aber auch trotz der bis 1353 andauernde Fehde durch Johann Gruszing bald wieder erneuert.
1354 sollte die Burg wegen eines am 10. Mai 1354 geschlossenen Sühnevertrags zwischen Mainz und Hessen abgebrochen werden, aber es kam nicht zum Totalabriss. Um seine 1350 an Landgraf Heinrich II. verlorene Burg Haldessen zurückzuerhalten, hatte sich Erzbischof Gerlach von Nassau verpflichtet, die Sababurg an den Landgrafen zu übergeben und die Burg Densberg zu belagern und nicht eher abzuziehen, bis sie gebrochen sei. Gerlachs Leute nahmen die Burg ein, ohne jedoch allzu großen Schaden anzurichten. 
1354 hatte Johann Gruszing von Falkenberg die Hälfte der Burg Jesberg, die er von Mainz in Pfandbesitz hielt, seinem Verwandten Tile von Falkenberg verpfändet. Erzbischof Gerlach beorderte Johann daraufhin erneut nach Densberg, wo er 1355 die Burg wieder aufbaute. Dies erregte erheblichen Unwillen bei Landgraf Heinrich II., der auf ihrem Abbruch bestand, und der Erzbischof musste sich 1355 ein zweites Mal verpflichten, die Burg abzubrechen. Dies geschah wiederum nur teilweise, und die Schäden wurden praktisch umgehend wieder beseitigt.
Die an Johann Gruszing von Falkenberg verpfändete Burg Jesberg wurde von Erzbischof Gerlach 1359 ausgelöst, die Burg Densberg blieb jedoch weiterhin Johann Gruszings Pfandbesitz und wurde von Tile von Falkenberg, der möglicherweise Teilpfandhaber war, weiter ausgebaut. Im Dezember 1359 erhielt Johann Gruszing von Erzbischof Gerlach eine erneute Burgbauerlaubnis, die ihn und seine Nachkommen, wie schon 1349, zu erblichen Burgmannen der Burg machte; dabei ist nicht klar, ob die Burg wiederum zerstört worden war oder ob die Bauerlaubnis mit einem Überfall hessischer Leute unter Johann Doring zusammenhing, die dabei die Densberger Kirche in Brand gesteckt hatten (Doring wurde 1362 für diese Tat zur Ersatzleistung an den Erzbischof verurteilt). Johann Gruszings Nachkommen nannten sich nunmehr „von Falkenberg zur Densburg“.
Der Streit zwischen Mainz und Hessen dauerte an, und um 1365/67 scheint die Burg aufs Neue beschädigt worden zu sein, denn 1367 begannen Johann Gruszing und seine Söhne einen erneuten Wiederaufbau. 1380 belagerten Truppen des Landgrafen Hermann II. während einer erneuten Fehde mit Mainz die Burg, allerdings vergeblich; das Dorf verwüsteten sie. 
Am 3. April 1383 beurkundete der Mainzer Erzbischof Adolf I. von Nassau, dass seine lieben Getreuen Hans Wernher und Otto von Falkenberg, wohnhaft zu der Tensburg, den Westfälischen Landfrieden mit ihm beschworen haben.

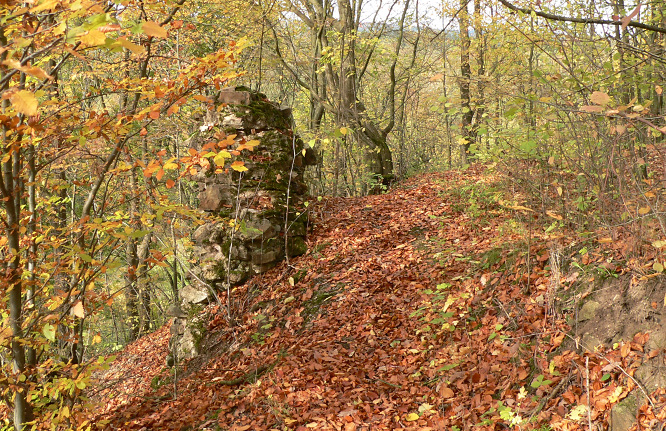
Einer der letzten Mauerreste auf dem Burghügel

Durch die Ehe einer von Johann Gruszings Töchtern kam die Hälfte der Burg an die Familie von Dernbach, die ihren Teil bis 1427 hielt. Der letzte Nachkomme Johann Gruszings im Mannesstamm war Hans von Falkenberg zur Densburg. Seine Tochter Elisabeth war mit Henne von Linsingen vermählt. Hans, der ohne männliche Erben war, vermachte seinen Anteil an der Burg 1426 jedoch seinem Vetter Hermann von Falkenberg, so dass es zu einem langen Erbstreit kam. Dieser wurde erst beigelegt, als Elisabeth gegen Zahlung von 160 Gulden ihre Rechte an den Sohn Hermanns, Hans von Falkenberg, abtrat.
Inzwischen hatte Erzbischof Konrad III. von Mainz wohl Ebert von Dernbach mit der Burg belehnt (und noch 1455 gab es darüber Streit zwischen Ebert von Dernbach und Hans von Falkenberg), aber sie gelangte wohl schon 1426 zumindest vorübergehend als Pfand in den Besitz der Familie von Urff. 
Nach den mainzischen Niederlagen im Mainzisch-Hessischen Krieg von 1427 in den Schlachten bei Fritzlar und Fulda, die die hessische Vorherrschaft in Nieder- und Oberhessen endgültig sicherten, musste Mainz die meisten seiner Besitzungen in Nordhessen an Landgraf Ludwig I. abtreten. Damit kam auch die Burg Densberg nominell an die Landgrafschaft, blieb aber weiterhin an die von Urff verpfändet. Hans von Urff trug sie 1458 dem Landgrafen zu Lehen auf, aber er und sein Sohn Heinrich hielten sie noch bis 1483 als Pfandbesitz.
Im Hessischen Bruderkrieg 1469 zwischen den Landgrafen Ludwig II. von Hessen-Kassel und Heinrich dem Reichen von Hessen-Marburg wurde die Burg Densberg von böhmischen Söldnern des Landgrafen Ludwig II. zerstört, wie auch die Burg Schönstein und die Burg Jesberg.

### Landgräflich-Hessischer Besitz
1483 löste Landgraf Wilhelm I. das Pfand auf die Ruine der Burg Densberg für 600 rheinische Gulden ein. Nach teilweisem Wiederaufbau gab er sie 1489 auf Lebenszeit an seinen Amtmann zu Schönstein, Hermann Huhn von Elkershausen, dem er 400 Gulden sowie 50 Gulden jährliches Dienstgeld schuldete.
Die letzte Erwähnung der Burg Densberg stammt aus dem Jahre 1506. Hermann Huhn war gestorben, und der Landgraf verkaufte die an ihn zurückgefallenen Burgen Densberg und Schönstein für 400 Gulden an Otto Hund. Danach verfiel die Burg und wurde als Steinbruch genutzt.

## Rekonstruktion
Um das Jahr 2014 bildeten rund 30 Densberger Bürger den Archäologischen Arbeitskreis Densberg, der unterstützt von professionellen Denkmalpflegern Ausgrabungen auf dem Burggelände durchführt. Ende 2014 waren etwa 50 m³ Fläche freigelegt worden und eine zwei Meter mächtige Steinmauer teilrekonstruiert.